# 伊勢原ジャンクション

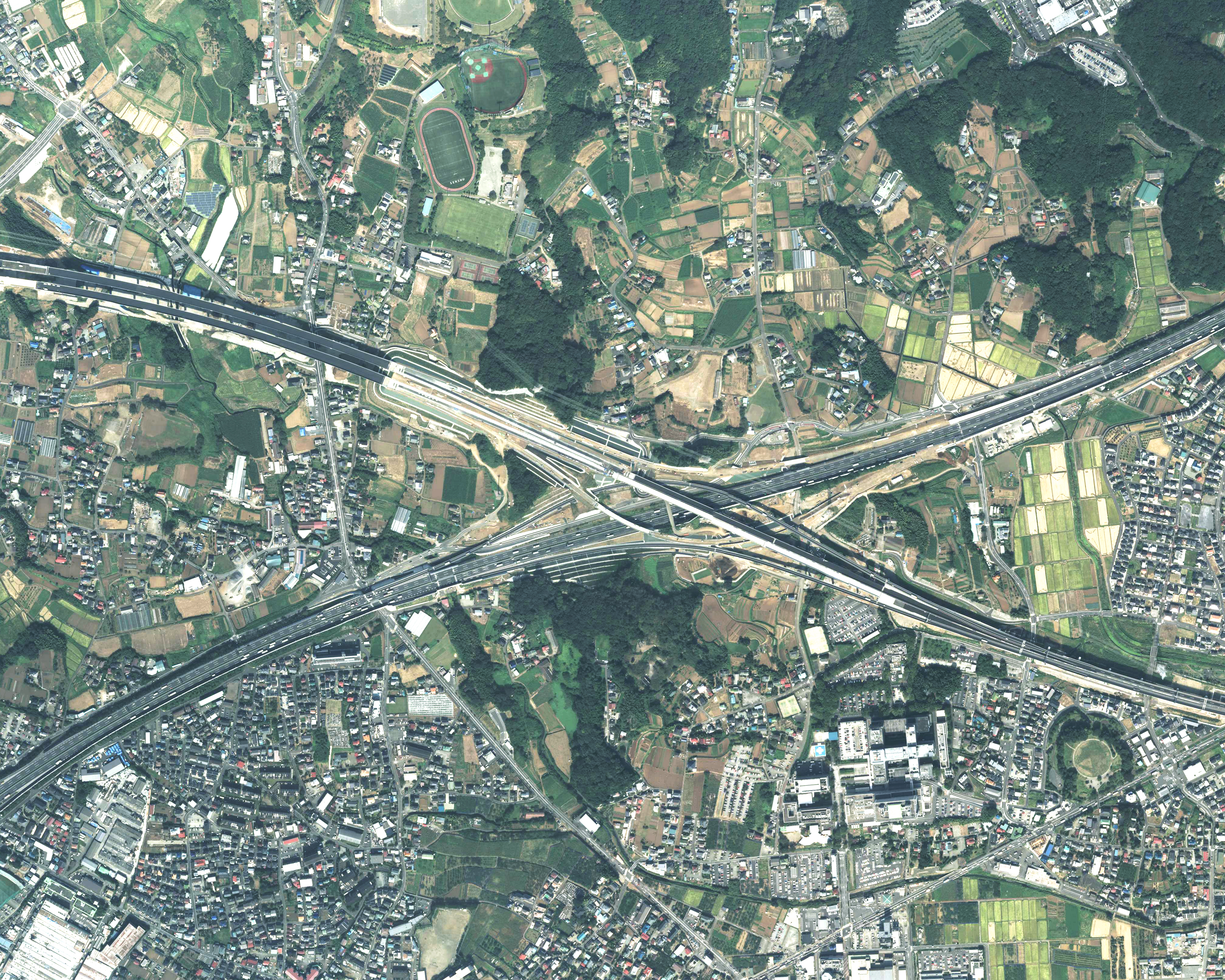
伊勢原ジャンクション周辺の空中写真。2019年10月10日撮影の2枚を合成作成。

伊勢原ジャンクション（いせはらジャンクション）は、神奈川県伊勢原市にある新東名高速道路と東名高速道路が接続するジャンクション (JCT)。
御殿場JCTと同じく、東名・新東名が鋭角に交差する構造のため、東名 東京IC方面⇔新東名 海老名南JCT方面の連絡、また東名 名古屋IC方面⇔新東名 新秦野IC方面の連絡ができないハーフジャンクションとなっている。東名の海老名JCTと新東名の海老名南JCT間を圏央道経由で通行することで両方面の往来は可能だが、料金計算上は当JCT接続の扱いにはならず、圏央道を経由した走行距離通りとなる。
新東名が全通すると、新東名と東名が直接接続する東京寄りの最終地点になるため、新東名名古屋方面と東名東京方面を結ぶランプは両方向とも2車線分の幅が用意されている。

## 歴史
- 2019年（平成31年）
  - 2月19日：JCT名称が「伊勢原JCT」で正式決定[2]。
  - 3月17日：新東名高速道路・厚木南IC - 伊勢原JCT間開通に伴い、供用開始[2][3]。
- 2020年（令和2年）3月7日：新東名高速道路・伊勢原JCT - 伊勢原大山IC間開通[1]。

## 接続する道路
- E1A 新東名高速道路（5-1番）
- E1 東名高速道路（5-1番）

## 隣
E1A 新東名高速道路
(2) 厚木南IC - (5-1) 伊勢原JCT - (3) 伊勢原大山IC
E1 東名高速道路
(5) 厚木IC - 厚木BS - 伊勢原BS - (5-1) 伊勢原JCT - (5-2) 秦野中井IC/BS